# 在日ガーナ人
在日ガーナ人（ざいにちガーナじん）は、日本に一定期間在住するガーナ国籍の人々である。日本に帰化や亡命した人、およびその子孫のことをガーナ系日本人と言う。

## 概要
日本の法務省の在留外国人統計によると、2023年12月末時点で在日ガーナ人は2,857人である。
ほとんどのガーナ人は1990年代初頭より外国人労働者として来日し、工場、建設現場や飲食店等で働く男性が大半を占めていた。また、留学生として来日した人も多い。そして、後に日本人と結婚し永住権を得たり、日本国籍を取得したものも少なくなく、ガーナ系日本人の2世も多く誕生しており、特にスポーツ界を中心として活躍する人が続々と出ている。

## 著名な在日ガーナ人・ガーナ系日本人
- サミ・ポップ - タレント、俳優。
- 鈴木彩艶- プロサッカー選手
- クレメント・アダムソン - 元タレント。
- 馬瓜エブリン - 女子バスケットボール選手。両親ともガーナ人で日本に帰化。
- 馬瓜ステファニー - 女子バスケットボール選手。馬瓜エブリンの妹。
- サニブラウン・アブデル・ハキーム - 陸上競技選手。
- ヌンイラ華蓮 - 女子柔道選手。
- 矢野マイケル - 元プロサッカー選手。
- 矢野デイビット - シンガーソングライター。
- 相澤ピーターコアミ - プロサッカー選手。
- 高橋ルイ - 柔道選手。
- 東谷玲衣奈 - バレーボール選手。